# Grapefruit (canción de Tove Lo)
«Grapefruit» es una canción de la artista sueca Tove Lo. Fue lanzada el 12 de octubre de 2022 por Pretty Swede Records, el sello de Tove Lo y afiliado con Mtheory, que fue el quinto sencillo de su quinto álbum de estudio, Dirt Femme.

## Antecedentes y lanzamiento
El 17 de noviembre de 2021, el título de la canción fue revelado por Lo en su cuenta de Instagram junto con el título de otros dos temas, No One Dies from Love y Cute & Cruel, después de que Lo preguntara: "¿Debería tomarles el pelo con algunos títulos de canciones nuevas...?". El 7 de octubre de 2022, la portada de la canción fue revelada en sus redes sociales, con el pie de foto, "La perfeccionista que se odia a sí misma". El 11 de octubre, Lo confirmó que Grapefruit sería el nuevo sencillo del álbum, con el enlace de pre-guardado y su fecha de lanzamiento para el día siguiente.

## Composición
Grapefruit fue escrita por Lo junto a sus productores Ludvig Söderberg y Timothy Nelson, conocidos artísticamente como A Strut y TimFromTheHouse. La canción se ha descrito como un "tema pop" basado en sintetizadores retro, ritmos palpitantes, voces angelicales y estribillos emotivos en los que Lo comparte sus problemas de imagen corporal y su lucha contra el trastorno alimentario. Lo explicó el origen de la canción en un comunicado:

"Intenté escribir esta canción durante más de 10 años. Sé que no he hablado mucho de ella en entrevistas ni siquiera en mi música, que es mi lugar más honesto. Supongo que tenía que encontrar la manera adecuada de compartir los sentimientos y el círculo vicioso de comportamiento en el que estaba atrapado. Hace tiempo que me libré de mi disfunción y de mis problemas corporales, pero ocuparon gran parte de mi adolescencia. Ahora no sé por qué escribí esa canción. Tal vez los 2 años de quietud me trajeron recuerdos, tal vez necesité todo ese tiempo que estuve libre para poder mirar atrás sin sentir dolor. Uno de los muchos sentimientos que recuerdo es la necesidad de arrastrarme fuera de mi propia piel. Me sentía atrapada en un cuerpo que odiaba. Sinceramente, fue muy duro volver a ponerme en ese estado de ánimo, pero era necesario para mí. Ahora dejaré que la música hable por sí misma".

"Creo que estoy tocando algunos temas como mujer, en los que siento que mucho tiene que ver con mi relación con mi feminidad", dijo a Zane Lowe, de Apple Music. Continuó: "Puede que no esté muy claro en todas las canciones, pero parece que en general estoy luchando con cómo solía ver mis características femeninas, dónde estoy con ellas ahora y cómo me han ayudado. y perjudicado a lo largo de mi vida, creo. Siento que con canciones como Grapefruit, en la que hablo de mis problemas corporales cuando era adolescente, que nunca había tocado antes, creo que me llevó una buena cantidad de años estar bien antes de poder hablar de ello públicamente, tal vez".

La artista continuó explicando cómo surgió Grapefruit: "Esa canción surgió de repente", dijo. "Y también es, de nuevo, una canción de baile triste, pero con una letra muy oscura e intensa. Me siento orgullosa de mí misma por atreverme con ella".

## Videoclip
El vídeo se estrenó junto con la canción. Dirigido por la cineasta Lisette Donkersloot, muestra a Lo contando calorías sentada en el suelo de la cocina y alude metafóricamente a la sensación de estar atrapada en su propia piel.
Hablando de su trabajo en el vídeo, Donkersloot añade: "La idea del vídeo musical surgió simplemente al escuchar la letra y la voz de Tove y su emoción, que me llegaron al alma. La letra de la canción me permitió echar un vistazo al interior de la mente de Tove en un momento determinado de su vida, y para el vídeo quería hacer lo mismo: meterme literalmente en su mente. Así es como creé la habitación interna de la autodestrucción, como me gusta llamarla. Esta habitación de piel, un reflejo magnificado e irreal de su propio cuerpo, en la que la "Tove interior" es controlada por su yo exterior, donde no sólo ella, sino la habitación real, resulta físicamente magullada, magullada y arañada por los impactos de sus movimientos, en última instancia sus pensamientos... El proceso, desde el principio hasta el final, fue muy orgánico y creativo en casi todos los frentes, lo que supuso una experiencia fantástica y divertida para mí".